# Драгутин Илић
Драгутин Ј. Илић (Београд, 2. фебруар или 14. фебруар 1858 — Београд, 1. март 1926) био је српски књижевник, драматург, новинар, правник и политичар. Између осталог, писац је научнофантастичне драме После милијон година (1889).

## Биографија
Потиче из познате песничке породице Илића из Београда: отац му је био Јован Илић, а брат Војислав Илић. Почео је да пише још од гимназијских дана сарађујући у часописима Јавор и Отаџбина. Кренуо је да пише инспирисан делом великих руских писаца попут Тургењева, Пушкина, Гогоља, Жуковског...
Највише занимања у писању показао је за поезију и драму. У свом стваралаштву стално је следећи народне идеале нагињао ка романтизму. Народно позориште у Београду је 1. марта 1881. године извело његову драму Вукашин. На истој позорници је до 1906. изведено десетак његових драмских дела. Те 1881. године завршио је права у Београду, стекавши докторат.
Током 1884. уређивао је лист „Преодница”, а 1885. лист Балканска вила.
На повлачење из књижевне јавности добрим делом утицало је то што га Јован Скерлић није уврстио у своју Историју нове српске књижевности. Скерлић га није лично трпео и због тога му је и учинио неправду. Пред крај живота Илић се потпуно повукао проводећи буран живот и негирајући групу окупљену око Српског књижевног гласника, што је додатно утицало на рани књижевни заборав.
Истакао се пишући политичке чланке у београдском „Дневном листу”. Потписујући се са „Џем”, критиковао је аустрофилску политику краља Милана Обреновића. Из политичких разлога будући прогоњен 1888. године пребегао је у Румунију радећи тамо (у Оршави) као конобар и трговачки помоћник. Није успео да у Букурешту покрене српско-бугарски политички лист "Славија". Након тога је отишао у Загреб радећи у листу Србобран, а 1889. године се вратио у Србију, будући амнестиран, али где више није могао наћи посао у државној служби. По избијању у јавност брачног раздора између српског краља и краљице, Илић стаје на страну краљице Наталије. Постаје за дуже време њен поузданик - секретар и саветник. Основао је 1890. године Патриотску лигу "Велика Србија", које је заступало српске националне интересе до 1893. године, са друштвеним гласилом "Велика Србија". Он је (као вођ те патриотске лиге) био организатор великих демонстрација омладине и грађана у Београду, који су хтели насилно да спрече протеривање краљице из земље. Објављен је 1923. године у новинама његов "Роман Краљице Наталије", у којем је описао те бурне догађаје. Недуго затим, по други пут је емигрирао, овога пута у Сремске Карловце. Сарађивао је у часописима Бранково коло, Босанска вила, Зора, Нада, Застава те у Летопису Матице српске.
Крајем 19. века бави се извесно време у Црној Гори, у близини кнеза Николе. Од 1901. године у Букурешту је покренуо лист Православни исток који је излазио на руском и француском језику, а био је намењен руској публици за обавештавање о пропустима руске политике на Балкану. Лист је убрзо био забрањен, а Илић се вратио у Србију и поново се бавио књижевним радом.
Заједно са истомишљеницима Старим Бардом — Каћанским и другим патриотима покреће лист „Велика Србија”. Главни сарадник и оштри критичар обреновићевске спољне политике (као русофил) био је Драгутин Илић.
За време Првог светског рата отишао је у Русију где је водио пропаганду о борби Србије, а у Одеси прикупљао југословенске добровољце. Након Првог светског рата постао је библиотекар Народне скупштине. Већ заборављен у књижевној стварности, умро је 1926. године.

## Дело
Писао је песме, романе, приповетке, путописе и драме. Будући да је био јако добар познавалац позоришта, писао је реферате и критике о појединим представама, као и позоришту уопште. Написао је 13 драма, најчешће с мотивима пролазности и трагичности које су резултат његовог незадовољства околином, али и самим собом. Његови ликови углавном су у борби са друштвеном средином у којој се налазе.
Лист „Оногошт” у 27. броју 1899. године, наводи његову књижицу „Цетињски сватови” које нема у његовој библиографији.